# Légion de la Vistule

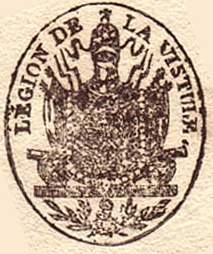
Emblem der Légion de la Vistule

Die Légion de la Vistule, polnische Bezeichnung: Legia Nadwiślańska (dt.: Weichsel-Legion), war eine polnische Militäreinheit, die durch Napoléon I per Dekret vom 31. März 1808 aus der ein Jahr zuvor aufgestellten Légion polonaise et italienne der Armee des Königreichs Westphalen von Jérôme Bonaparte errichtet wurde. Sie wurde am 18. Juni 1813 wieder aufgelöst.
Die Legion hatte eine Personalstärke von 5467 Mann und wurde von Général Józef Grabiński und dann ab dem 7. Juni 1808 von Colonel Józef Chłopicki kommandiert.
Im Gegensatz zu den polnischen Chevau-légers kam die Mehrzahl der Männer aus dem einfachen Volk, und die Offiziere entstammten dem niederen Adel.

## Aufbau und Organisation

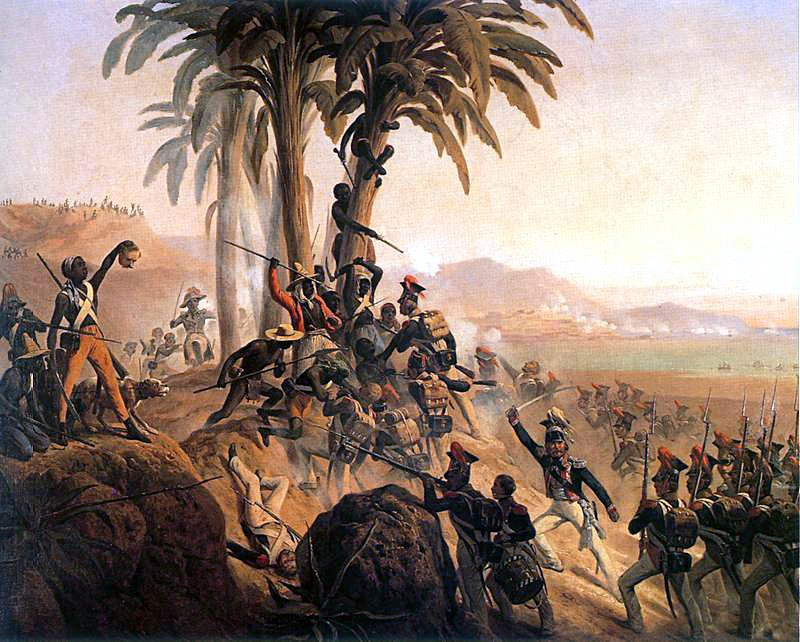
Die polnischen Legionen in den Kämpfen um Saint-Domingue (Haitianische Revolution), Gemälde von Janvier Suchodolski

### Ursprünge
Die Polen hatten den Armeen der Revolution viele Soldaten zur Verfügung gestellt. Sie waren in gemischten Legionen aus Infanterie, Kavallerie und Artillerie gegliedert.
Die Geschichte und die Nachfolge dieser Legionen ist ziemlich kompliziert. Es gab neben den Warschauer Legionen auch noch eine „Légion Polacco-Italienne“, die dem König von Westphalen diente. Es waren die Soldaten dieser Legion, die im Dienste Frankreichs die Basis der Weichsel-Legion bilden sollten.

### Aufstellung
Auf der Grundlage einer Vereinbarung, die am 10. Mai 1808 zwischen der französischen Regierung und der Regierung des Herzogtums Warschau getroffen wurde, verpflichtete sich letztere, der Legion ständig neue Rekruten zur Verfügung zu stellen.
Die Legion bestand ursprünglich aus drei Infanterieregimentern, mit je zwei Bataillonen nach französischem Vorbild, d. h. mit einer Voltigeurkompanie, einer Grenadierkompanie und je vier Füsilierkompanien. Dazu ein Regiment Lanciers zu vier Escadrons.

### Organisation
1808

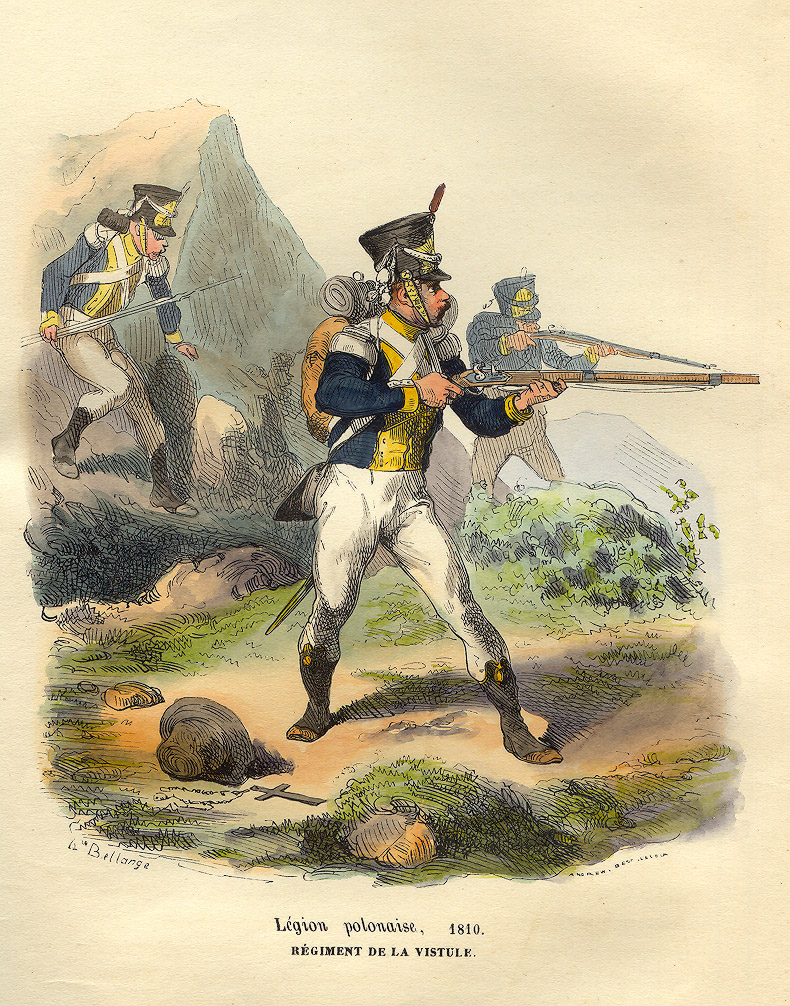
Infanterie de la légion de la Vistule (von Hippolyte Bellangé, 1843)

Die Legion wurde unter persönlicher Aufsicht von Napoléon in Bayonne zusammengestellt. Sie bestand aus drei Infanterieregimentern mit zusammen etwa 5000 Mann (jedes zu zwei Bataillonen) und einem Regiment Lanciers zu vier Escadrons. Kommandant war Jan Konopka.
Das Depot wurde in Sedan eingerichtet.
1810
Eine zweite Weichsel-Legion war geplant, konnte aber nicht vollständig umgesetzt werden. Sie hätte unter den österreichischen Kriegsgefangenen polnischer Herkunft des Feldzuges von 1809 rekrutiert werden sollen. Am 8. Juli 1809 wurde unter dem Befehl von General Mikolaj Bronikowski in Wolkersdorf mit der Aufstellung der 2. Weichsel-Legion (2 Legia Nadwiślańska) begonnen. Da jedoch nicht genügend Mannschaft zur Verfügung stand – die meisten der potentiellen Rekruten bevorzugten den Eintritt in die Truppen des Herzogtums Warschau –, kam schließlich nur ein Infanterieregiment zustande, das als 4. Regiment in die bereits bestehende Weichsel-Legion eingegliedert wurde.
1811
Am 7. Februar wurde ein zweites Lanciers-Regiment aufgestellt. Allerdings wurden die beiden Regimenter im Juni in das 7e régiment de chevau-légers lanciers und das 8e régiment de chevau-légers lanciers umgebildet und in die französische Kavallerie eingegliedert.
1812
Die Infanterieregimenter erhielten ein drittes Bataillon. Diese kamen aber zu spät, um noch am Russlandfeldzug teilzunehmen.
1813
Nach der Rückkehr aus Russland wurden die Überreste der „Légion de la Vistule“ zu einem "Régiment de la Vistule" unter dem Kommando von Colonel Stanisław Malczewski zusammengefasst. Im August wurde das Regiment der 27. Division von Izydor Krasiński zugeteilt.

## Uniformen

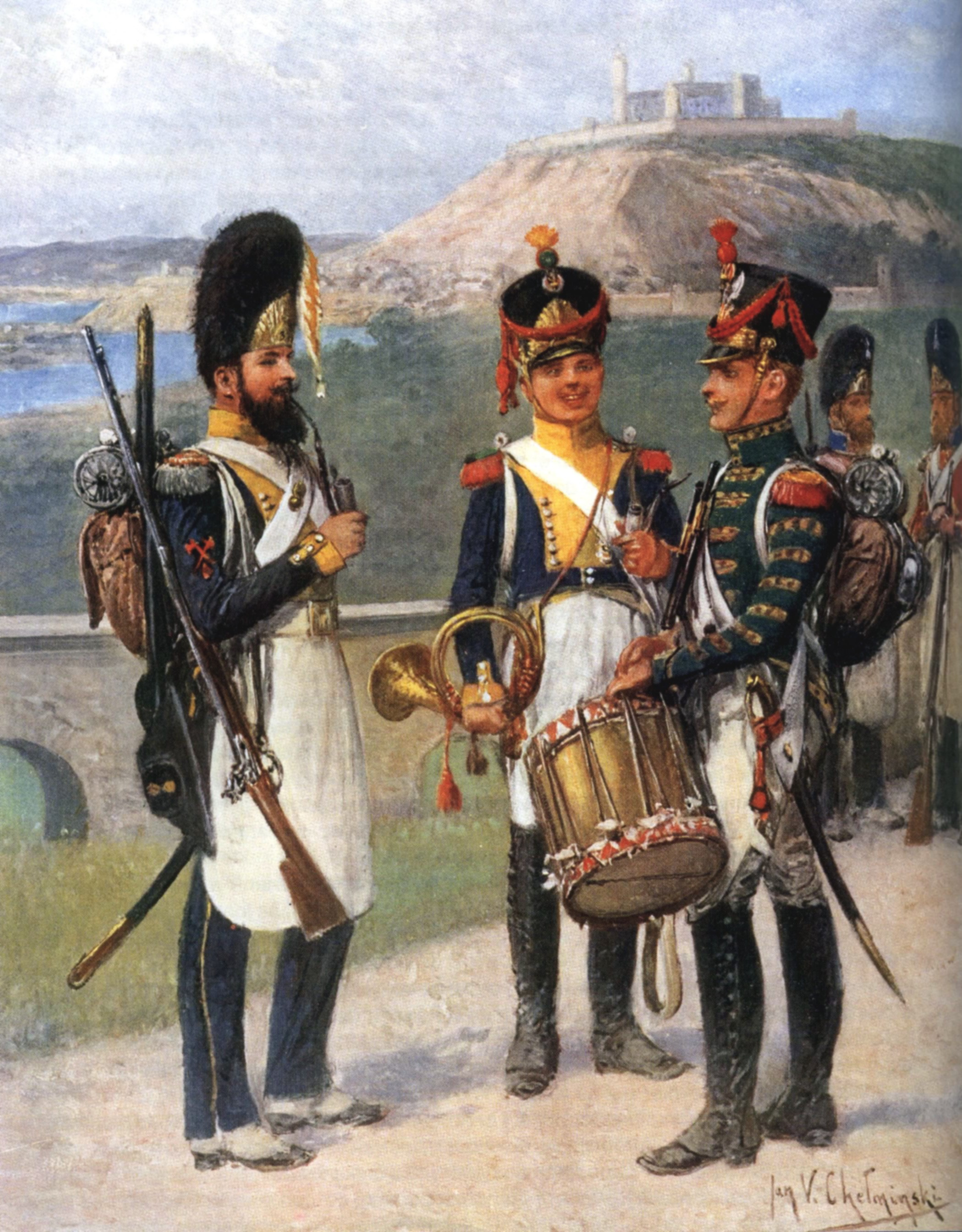
Ein Sappeur des 4^{e} régiment d’infanterie des Herzogtums Warschau und Soldaten der Légion de la Vistule (von Jan Chełmiński)

### Infanterie
Als Kopfbedeckung wurde ein Tschako aus schwarzem Filz mit gelbfarbenen Schuppenketten und weißen Behängen getragen. An der Vorderseite befand sich ein goldfarbener, halber Strahlenkranz mit einem geprägten „N“.
Füsiliere
Die Weichsel-Legionäre trugen eine dunkelblaue Kurtka mit gelben Rabatten, Kragen, Rockfutter und Ärmelaufschlägen mit Patten nach französischem Muster, die Hosen waren weiß ohne Paspelierung. Es gab keine Unterscheidungsmerkmale zwischen den einzelnen Regimentern.
Grenadiere
Die Grenadiere trugen rote Epauletten und am Tschako einen roten Pompon.
Voltigeurs
Die Voltigeure trugen gelbe Epauletten und gelbe Litzen.
Artilleristen
Hier liegen keine Angaben vor.

### Lanciers
Das Regiment trug eine Tschapka als nationalpolnische Eigenheit, an deren Frontseite sich ein kupferner Schild mit einem geprägten „N“ mit Krone befand. Fangschnüre waren nicht mehr vorhanden. Zum Halt dienten goldfarbene Schuppenketten. Die Tschapka war an der Spitze mit einem roten Pompon ausgestattet und wurde auf dem Marsch mit einem schwarzen Wachstuch bedeckt.
Die Kurtka war dunkelblau mit weißen Knöpfen und gelber Rabatte. Der Stehkragen war ebenfalls gelb. Dazu wurden weiße Epauletten mit weißen Fransen getragen. Die Schulterschnüre (Aiguillettes) und die Epauletten waren weiß. Die Dienstgrade wurden durch silberne Winkel angezeigt. Die lange, dunkelblaue Hose hatte an den Seiten breite gelbe Streifen.

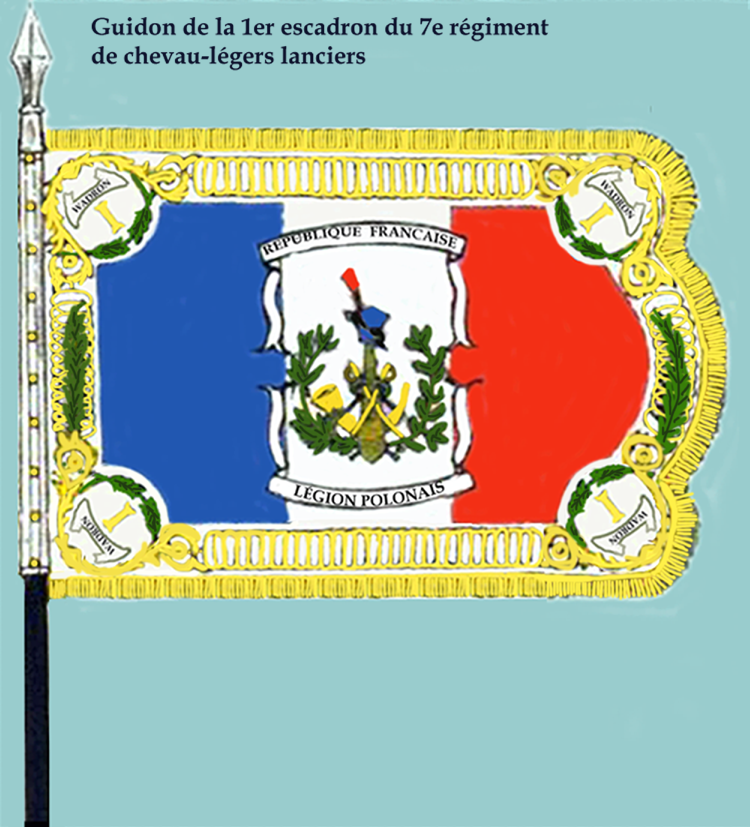
Guidon der 1. Escadron

### Fahnen und Standarten
Infanterie
Die drei Infanterieregimenter führten ihre alten Legionsfahnen weiter. Sie wurden nicht mit den Fahnen der Modelle 1804 oder 1812 ausgestattet. Die Fahne des 2. Regiments ist erhalten geblieben.
Lanciers
Es gibt keinen Nachweis, dass die Lanciers eine Standarte geführt hätten. Ein Escadronswimpel (Guidon) ist im Musée de l’Armée in Paris zu besichtigen.

## In den Kriegen des Ersten Kaiserreichs

### Spanischer Unabhängigkeitskrieg
Es muss zuerst darauf hingewiesen werden, dass es außer der Weichsel-Legion noch die drei Regimenter des Herzogtums Warschau (das 4., 7. und 9.) gab, die nichts mit der Weichsel-Legion zu tun hatten.
Die Regimenter der Weichsel-Legion nahmen an der Mehrzahl der großen Gefechte dieses Krieges teil.
Die bekannteste Episode ist die Attacke der Lanciers in der Schlacht bei Albuera, wo sie, im Verband mit einem Regiment französischer Husaren, drei englische Regimenter zerschlugen und dabei fünf Fahnen und fünf Kanonen erbeuteten.

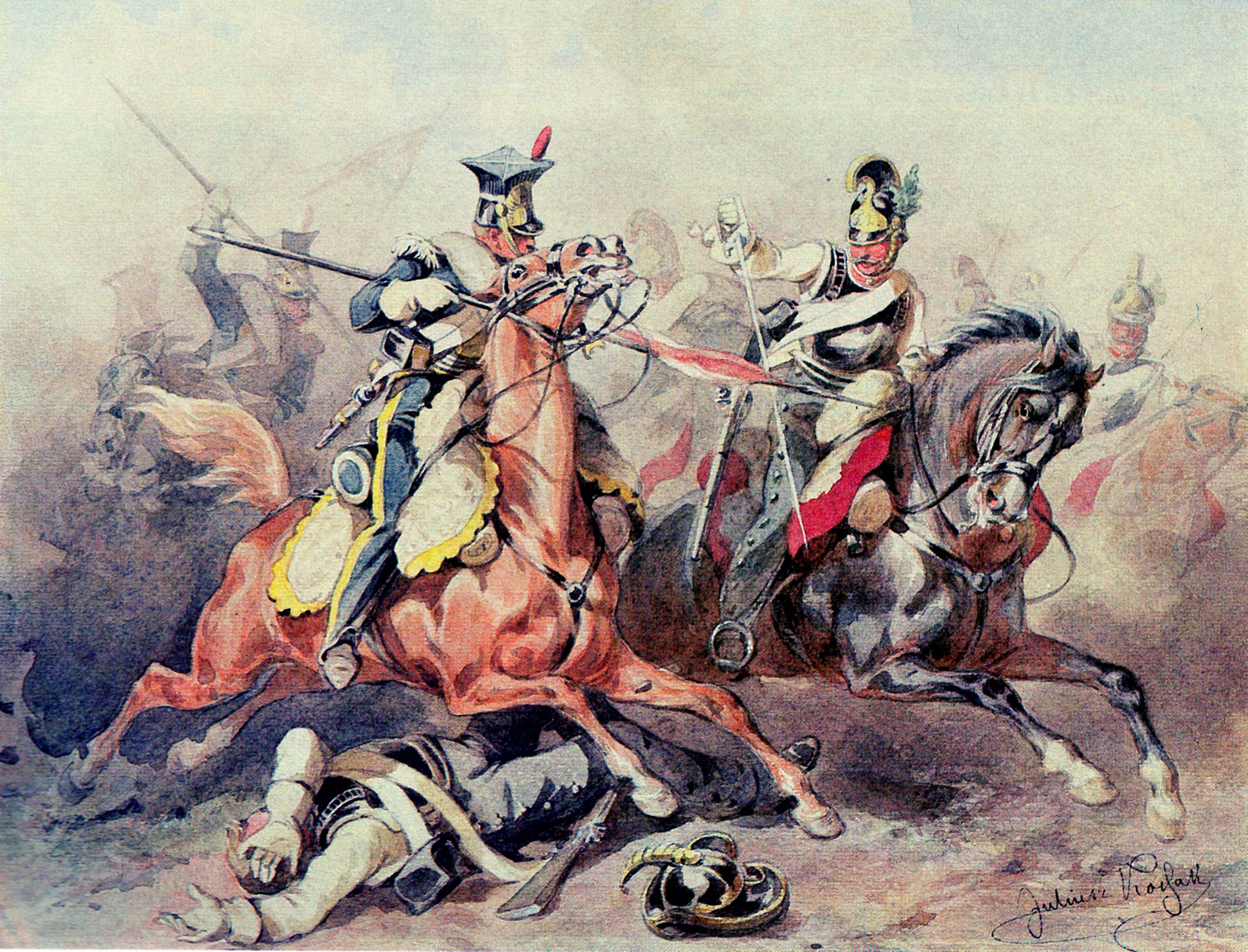
Lancier der Weichsel-Legion im Kampf mit einem österreichischen Kürassier

### Russlandfeldzug
Die „Légion de la Vistule“ bildete eine Division, die der Garde impériale unter dem Kommando von Général Michel Marie Claparède zugeteilt war.
Das 1. Regiment der Lanciers befand sich in Spanien, und das 2. Regiment war Teil der Kavallerie der Brigade Corbineau des II. Korps von Charles Nicolas Oudinot.

### Feldzug in Deutschland
Von den 7000 Mann waren lediglich 1500 aus Russland zurückgekehrt. Sie bildeten das „Régiment de la Vistule“ zu zwei Bataillonen. Das Regiment kämpfte unter anderem in der Völkerschlacht bei Leipzig.

### Letzte Gefechte
Feldzug in Frankreich
Die Überlebenden wurden in der kaiserlichen Garde verteilt. Mehrere hundert begleiteten den Kaiser in das Exil auf die Insel Elba und dann während der Herrschaft der Hundert Tage bis zur Schlacht bei Waterloo.
1815
Per Dekret vom 11. und 15. April und vom 20. Mai ordnete Napoléon die Aufstellung von acht Fremdenregimentern an, darunter
- das 3e régiment étranger (aus polnischen Soldaten)

als letzte dieser Einheiten.

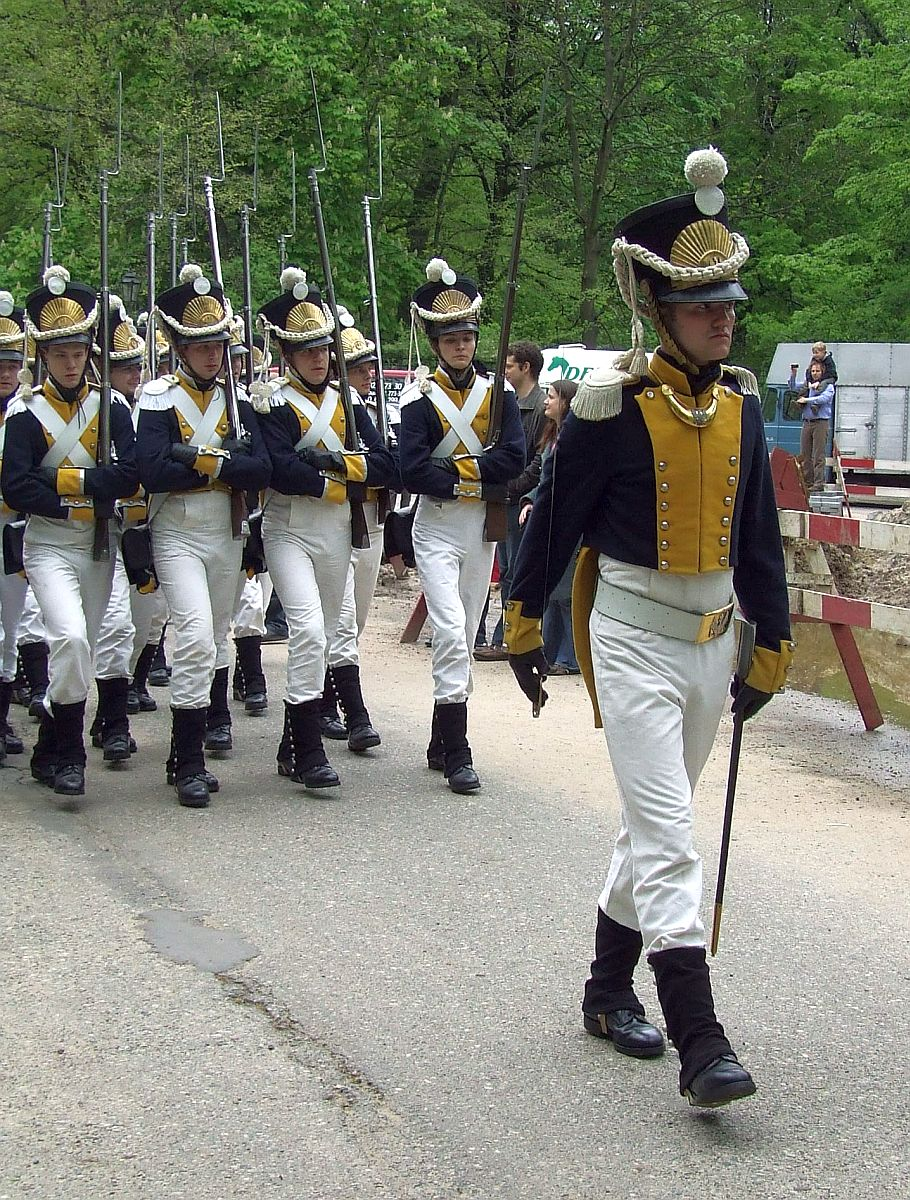
Darstellung des 4e régiment de la légion de la Vistule
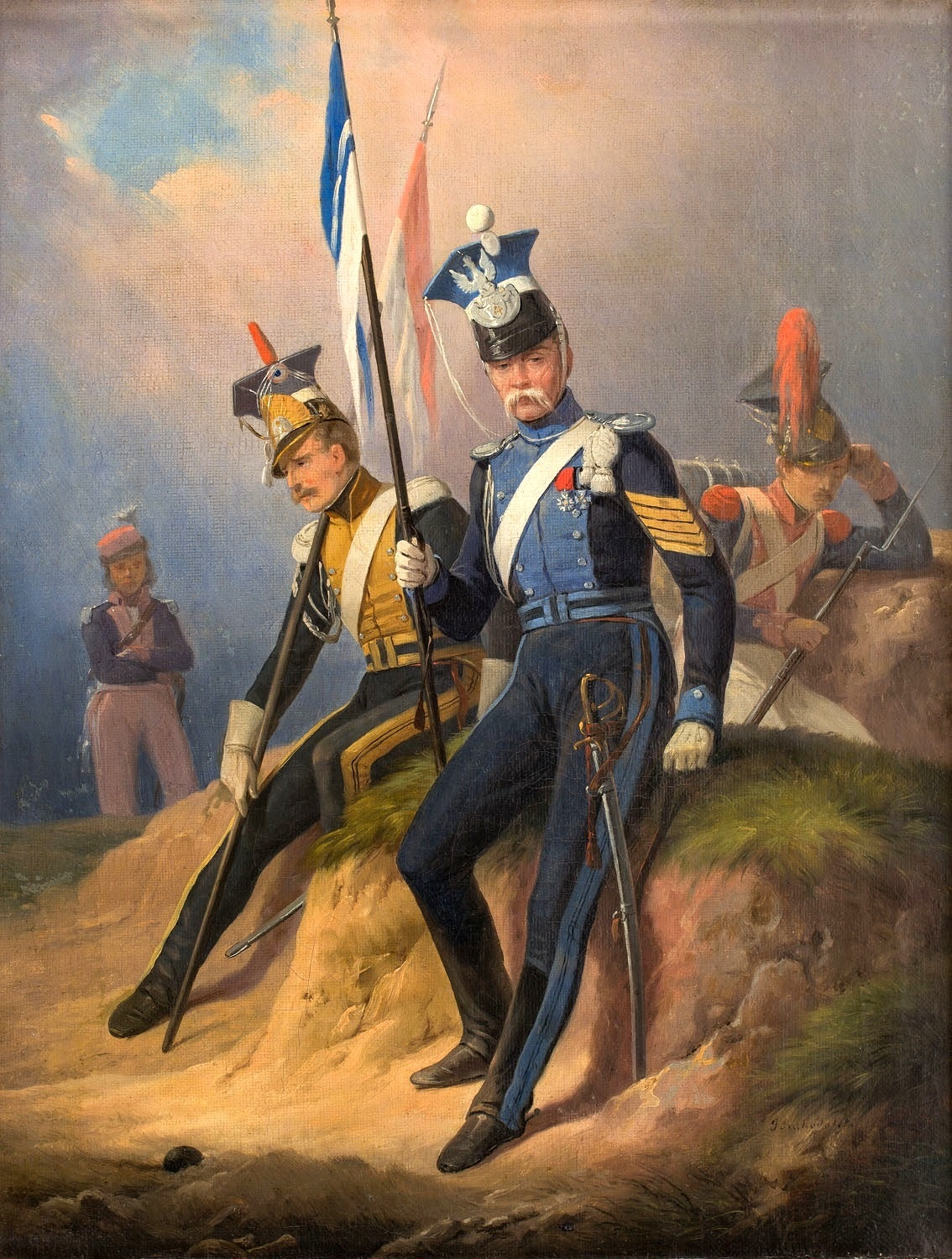
Lancier de la Vistule (gelb) und Lancier du Duché de Varsovie (blau)